# Шигела Флекснера
Шигела Флекснера (Shigella flexneri) — грам-негативна паличкоподібна бактерія, один із збудників шигельозу. Виділено 6 серотипів.

## Назва
Вид названий на честь американського лікаря Саймона Флекснера. Рід Shigella названий на честь японського лікаря Кіоші Шига, який виявив першого збудника шигельозу.

## Характеристика
Грамнегативні, факультативні анаероби. Як й інші шигел, нерухомі та мають розмір 2–3 на 0,5–0,7 мкм. Утворюють капсули.
Shigella flexneri — середній по стійкості до впливу зовнішніх факторів вид шигел. Вони миттєво гинуть при кип'ятінні, при нагріванні до 60°С гинуть через 10–20 хвилин. Можуть довго зберігатися в молоці і молочних продуктах, фруктах і овочах, деякий час виживають у ґрунті, у вигрібних ямах і забруднених відкритих водоймах.

## Збудник шигельозу
Вид є найпоширенішим збудником шигельозу в багатьох країнах і регіонах, що розвиваються (до 60 % випадків захворювань). Хвороба, яку спричинює шигела Флекснера, зазвичай піддається лікуванню сучасними антибіотиками, хоча деякі штами Sh. flexneri виробили резистентність до багатьох антибактерійних препаратів (зокрема, тетрациклін, левоміцетин, фуразолідон тощо), які застосовувалися упродовж другої половини XX століття.
Детальніші відомості з цієї теми ви можете знайти в статті Шигельоз.